# کنوانسیون بین‌المللی افیون
کنوانسیون بین‌المللی افیون (به انگلیسی: International Opium Convention) که در ۲۳ ژانویه۱۹۱۲ در لاهه امضا شد نخستین معاهدهٔ مدیریت و مبارزه با مواد مخدر بود. این معاهده در ۲۳ ژانویهٔ ۱۹۲۲ در بایگانی جامعهٔ ملل ثبت شد. این کنوانسیون، که به ابتکار ایالات متحدهٔ آمریکا در شانگهای چین و در واکنش به انتقادها از تجارت تریاک با حضور سیزده کشور برگزار شد. کشورهای امضاکنندهٔ این کنوانسیون عبارت بودند از امپراتوری آلمان، ایالات متحده آمریکا، جمهوری چین (۱۹۴۹–۱۹۱۲), جمهوری سوم فرانسه، پادشاهی متحد بریتانیای کبیر و ایرلند، پادشاهی ایتالیا، امپراتوری ژاپن، هلند، شاهنشاهی ایران، جمهوری پرتغال، امپراتوری روسیه، و تایلند. آمریکا، هلند، چین، هندوراس، و نروژ اجرای آن را از ۱۹۱۵ آغاز کردند و با تأکید پیمان ورسای بر آن پس از جنگ جهانی دوم، اجرای آن در سراسر جهان آغاز شد.

## کنوانسیون های تریاک پس از جنگ جهانی دوم
پس از جنگ جهانی دوم، دو کنوانسیون تریاک اصلاح شد تا وظایف و وظایف جامعه ملل و دفتر بین‌المللی بهداشت عمومی به سازمان ملل متحد و سازمان بهداشت جهانی واگذار شود. در نهایت، هر دو کنوانسیون 1912 و 1925 با کنوانسیون واحد 1961 در مورد مواد مخدر جایگزین شدند که هیئت مرکزی دائمی تریاک و هیئت نظارت بر مواد مخدر را در INCB ادغام کرد.